# مسجد مراد باشا
مسجد مراد باشا  (بالتركية: Murat Paşa Camii)‏ هو مسجد عثماني في أنطاليا، تركيا.

## وصلات خارجية
- صورة مراد باشا في المسجد[هل المصدر موثوق به؟]

إحداثيات: 36°53′29″N 30°42′09″E / 36.8915°N 30.7025°E